# Лінива індукція
Лінива індукція або звернення до збігу обставин — це хибне узагальнення, у якому індуктивний аргумент не має належного висновку, незважаючи на вагомі докази для висновок. Прикладом лінивої індукції може бути приклад необережного чоловіка, який потрапив у дванадцять нещасних випадків за останні шість місяців, і цілком очевидно, що це сталося через його недбалість або необережність, але продовжує наполягати, що це просто збіг обставин, а не його вина. Його логічна форма:
```
Дані свідчать про те, що X призводить до Y, але особа, про яку йде мова, наполягає, що Y викликано чимось іншим. 
[
2
]
```

Протилежна помилка (яка, можливо, зустрічається частіше) називається кореляція не передбачає причинно-наслідкового зв'язку.